# Zeals
Zeals – wieś w Anglii, w hrabstwie Wiltshire. Leży 37 km na zachód od miasta Salisbury i 160 km na zachód od Londynu. Miejscowość liczy 693 mieszkańców.